# Линдозерское общество
Линдозерское общество — сельское общество, входившее в состав Мяндусельской волости Повенецкого уезда Олонецкой губернии.
Общество объединяло населённые пункты, расположенные возле Линдозерского погоста, на реке Суне и территориях, прилегающих к ним.
В настоящее время территория общества относится к Кондопожскому району Карелии

## Административное деление
Согласно «Списку населённых мест Олонецкой губернии по сведениям за 1905 год» общество состояло из следующих населённых пунктов:
| Номер по порядку | Название населённого пункта           | Название реки или озера, на котором расположено поселение | Расстояние до уездного города в верстах |
| 4164             | 1. Койкары (Березовый порог)          | Реке Суне                                                 | 137                                     |
| 4165             | 2. Гонги-ламба (Фокина гора)          | Ламбе Гонги                                               | 142                                     |
| 4166             | 3. Понизовье-Линдозера                | Реке Суне                                                 | 162                                     |
| 4167             | 4. Линдозерский погост (Верхняя гора) | Реке Суне                                                 | 163                                     |
| 4168             | 5. Уссуна Линдозера                   | Реке Суне                                                 | 165                                     |
| 4169             | 6. Корбозеро                          | Оз. Корбозере                                             | 180                                     |
| 4170             | 7. Мелосельга                         | Мело-ламбе                                                | 180                                     |